# Razorblade Romance
Razorblade Romance je drugi studijski album finskog sastava HIM. Izdan je u siječnju 2000. Glavni singl Join me in death postao je najpopularniji s albuma.